# Buttnmandllauf

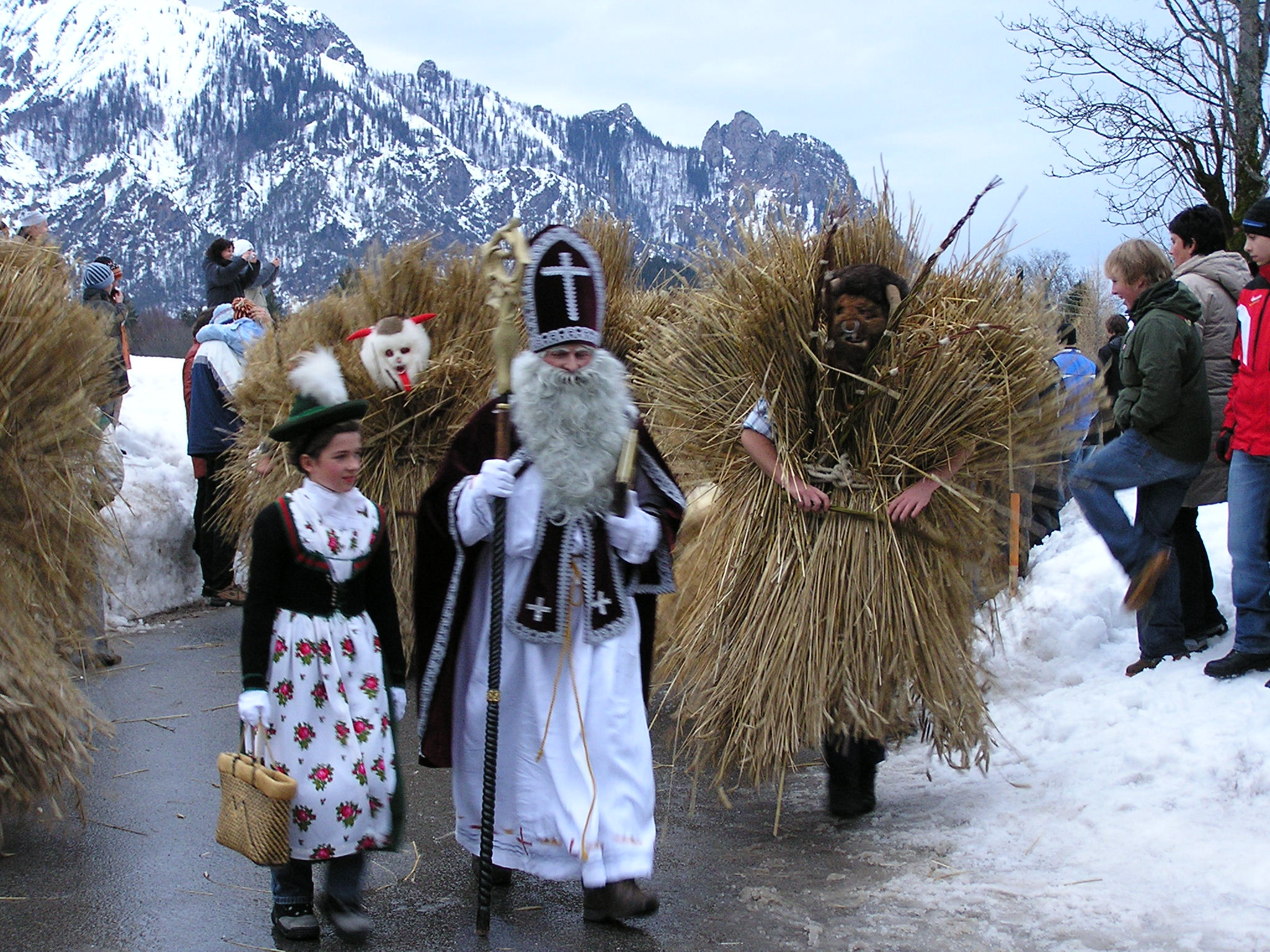
Hl. Nikolaus, Nikoloweibl und Buttnmandl in Loipl.

Der Buttnmandllauf bzw. das Buttnmandllaufen (bairisch: buttn = scheppern, rütteln) ist ein im Advent parallel zu den „reinen“ Kramperläufen ausgeübter Einkehrbrauch, der ausschließlich im Berchtesgadener Land bzw. in den fünf Gemeinden der südlichen Region des Landkreises Berchtesgadener Land gepflegt wird.
Eine in der Regel vom Nikolaus angeführte Gruppe von Buttnmandl und sie schützender Gankerl bezeichnet man im Volksmund als „Bass“. In Loipl und Schönau werden die Bassen auch noch ergänzt um ein „Nikoloweibl“ oder wie in Winkl allein von einem „Engerl“ angeführt.
Die Buttnmandl- wie Kramperlbassen ziehen im Berchtesgadener Land meist am 5. und 6. Dezember aus. Ausnahmen davon bilden lediglich die Bassen in den Bischofswiesenern Gnotschaften bzw. Ortsteilen Loipl (erster Adventssonntag) und Winkl (zweiter Adventssonntag) sowie in der Berchtesgadener Gemarkung Maria Gern am 24. Dezember.

## Geschichte des Brauchs

### Ursprünge
Dieser Brauch wurde ursprünglich zum Winteraustreiben an den drei heiligen Rauhnächten (am 24. und 31. Dezember sowie am 5. Januar) praktiziert und ähnelt damit der Herkunft nach dem salzburgisch-oberösterreichischen Brauch der Glöckler, die wiederum zu den Schönperchten zählen. Im Zuge der Christianisierung erst als heidnisch verboten, wurden diese Bräuche mit dem Einkehrbrauch des Hl. Nikolaus verbunden und im Berchtesgadener Land als dem Kerngebiet der Fürstpropstei Berchtesgaden ab etwa 1730 schrittweise in die Adventszeit verlegt. Bis in die 1950er Jahre war es nahezu im ganzen Berchtesgadener Land üblich, diesen Einkehrbrauch auch an Heiligabend zu pflegen.

### Buttnmandl im Berchtesgadener Marktbereich
Im Marktbereich von Berchtesgaden durften nach dem Zweiten Weltkrieg bis Anfang der 1960er nur Bassen mit drei Kramperln und einem Nikolaus auflaufen. 1963 besuchte erstmals eine Buttnmandl-Bass der Bundeswehr aus der Jägerkaserne in Strub den Markt. Daran anknüpfend, gründeten die Trachtenvereine „D'Untersberger Stamm“ und „D'Almrauscher“ ebenfalls eine Buttnmandl-Bass, die sich seit 1965 am „Rosenhof“ versammelt, um dann von dem einst fürstpröpstlichen, im Berchtesgadener Ortsteil Anzenbach gelegenen Meierhof aus als „Rosenhofer Buttnmandl“ in den Markt zu ziehen.
Weitere Berchtesgadener Buttnmandl- und Kramperlbassen sind u. a.: Moakterer Bass, Weinfelder Buttnmandl, Ganghofer Buttnmandl, Guin Bass, Kälberstoana Buttmandl und die Weissei Bass. Sie sahen sich 2015 in einem Spannungsfeld „zwischen Brauchtum und Kommerz“. Aus dem beliebten Brauch sei nach und nach ein „Event“ bzw. ein vom Kommerz getragenes Schaulaufen geworden, das zuweilen sogar lebensgefährliche Aspekte aufwies, wenn die Bassen zuweilen von „Besuchermassen“ geradezu „umzingelt“ wurden. Musste in früheren Zeiten den nicht selten alkoholisierten Bassen ein Übermaß an rohem Verhalten bescheinigt werden, so seien es heute die Besucher, die „keinen Respekt mehr vor den Bassen“ und einzelnen von ihnen sogar bereits schwere Verletzungen zugefügt haben.

## Äußeres und Aufgaben

### Buttnmandl
Buttnmandl sind in langes, gedroschenes Stroh eingebundene Männer, tragen schwere Kuhglocken, die um die Hüfte gebunden werden, und sogenannte Larven (Fell- oder Holzmasken) mit Hörnern, überlangen Zähnen und heraushängenden Zungen. Beim An- und Ablegen der Strohkleidung müssen mehrere Leute helfen. Die von den Buttnmandl mitgeführten Ruten bekommt so mancher mit einem Schlag um die Beine zu spüren. Ihre liebsten Opfer für einen Rutenstreich sind jugendliche Mädchen, stellen die Ruten doch angeblich auch ein Fruchtbarkeitssymbol dar. Die Buttnmandln müssen ständig in Bewegung sein, damit das Geläut ihrer Glocken konstant zu hören ist.

### Gankerl
Die Gankerl (oder auch: Ganggerl) sind den Krampussen entsprechende Teufelsgestalten, tragen aber im Gegensatz zu den „Kramperln“ am Oberkörper ein möglichst leichtes Fell sowie eine Fell-Larve, während ihre Beine meist nur wenig Fell aufweisen oder nur mit leichten (Strumpf-)Hosen bekleidet sind. Auch tragen die in der Regel besten Läufer einer Bass nur wenige und kleinere Glocken. Ihre Hauptaufgabe ist es, die Buttnmandln zusammenzuhalten und für deren Sicherheit zu sorgen, da die Männer in Stroh relativ unbeweglich sind. Die wendigen Gankerl laufen im Berchtesgadener Land bei Buttenmandl- wie Kramperlbassen mit. Und sollten Buttnmandl und Kramperl von Jugendlichen „getratzt“ (Dialekt für: gereizt, geärgert) werden, dann sind meist sie es, die die Verfolgung aufnehmen, um für eine Abreibung im Schnee oder zumindest für einige Rutenstreiche auf die Beine zu sorgen.

## Rituale der Buttnmandlbassen

### Aufnahme in eine Bass
Nur Männer ab 16 Jahren, die nie verheiratet waren, dürfen aktiv an diesem Brauch teilnehmen, Frauen sind davon – mit Ausnahme als die Bassen vereinzelt (mit-)anführende „Engerl“ – traditionell ausgeschlossen. Selbst die „Nikoloweibl“ sind in Mädchentracht gekleidete Jungen.

### Gebete vor dem Auszug
Vor ihrem Auszug in die jeweilige Gemeinde beten alle Bassen an ihrem Versammlungsplatz ein Vater unser, ein Ave Maria und vereinzelt für die Verstorbenen ein Engel des Herrn, anschließend werden sie von der Bäuerin mit Weihwasser gesegnet.

### Einkehr in den Häusern
Das Buttnmandllaufen ist wie das Kramperllaufen nicht zuletzt ein Einkehrbrauch: Mit lautem Geläut und wildem Geschrei gehen die Buttnmandlbassen von Haus zu Haus und besuchen dort die versammelten Familien. Begrüßt durch ein Gelobt sei Jesus Christus und vom Hausherrn mit Weihwasser besprengt, betritt der Darsteller des hl. Nikolaus mit ein oder zweien der Buttnmandl die Wohnstube. Nach dreimaligem Aufschlagen mit dem Krummstab gebietet er Einhalt und ermahnt die Buttnmandl, Ruhe zu geben. Der Nikolaus begrüßt nun ebenfalls die Familien mit einem „Gelobt sei Jesus Christus“ und beginnt alsbald Lobenswertes und zu Tadelndes aufzuzählen. Die Kinder singen Lieder oder tragen Gebete und Gedichte vor, in der Hoffnung, den Nikolaus damit milde zu stimmen. Zur Belohnung bekommen sie Geschenke (früher traditionell beschränkt auf Äpfel, Nüsse, Guatln und Kletzenbrot), und die „unartigen“ älteren Jugendlichen (insbesondere die jugendlichen Mädchen) werden aus der Stube gezerrt und in den Schnee geworfen. Nach diesem Spektakel zieht die Bass weiter zum nächsten Haus.